# Le Crépuscule du Soir Productions
Le Crépuscule du Soir Productions ist ein 2008 initiiertes französisches Independent-Label.

## Geschichte
Le Crépuscule du Soir Productions begann 2008 mit dem Vertrieb von Tonträgern spezialisiert auf Black Metal und Dark Ambient den das Label in der Selbstdarstellung des Labels als „dunkel und originiel“ und Verkörperung des eigenen Geschmacks beschreibt. Musik veröffentlichte Le Crépuscule du Soir Productions als Compact Disc, CD-R, Musikkassette und Musikdownload. Seit 2015 ruht die Tätigkeit des Labels.

## Selbstverständnis
Die Initiatoren und Verwalter des Labels verstehen sich trotz eines breiten Distributions-Katalogs und diverser Szene-populärer Künstler als Teil eines musikalischen und kulturellen Undergrounds. Verträge, so eigene Angaben, geht das Label ausschließlich auf Basis des eigenen Geschmacks ein. Zu den über Le Crépuscule du Soir Productions vertriebenen Künstlern zählen insbesondere populäre Projekte des Depressive Black Metal, des Funeral Doom und des Dark Ambient wie Imber Luminis,  Abysmal Growls of Despair, Uruk-Hai, Draugurinn oder Saison de Rouille.

## Künstler (Auswahl)
- Abysmal Growls of Despair
- Anlipnes
- Anthems of Isolation
- Draugurinn
- Frozen Ocean
- Gurthang
- Hipoxia
- Imber Luminis
- Innzmouth
- Moloch
- Persistence in Mourning
- Sacrimony
- Sadael
- Saison de Rouille
- Uruk-Hai